# God Man Dog
God Man Dog (chin. 流浪神狗人, Liu lang shen gou ren, dt. „Götter, Menschen und streunende Hunde“) ist ein Filmdrama der taiwanesischen Regisseurin Chen Singing. Der Film hatte seine Premiere am 5. Oktober 2007 beim Pusan International Film Festival und lief im Forum der Internationalen Filmfestspiele Berlin 2008, wo er den Preis der Leserjury des Tagesspiegels erhielt. Der Kinostart in Deutschland war am 30. April 2009.

## Handlung
Der Film erzählt drei Parallelgeschichten, die am Ende auf der Landstraße zueinanderfinden. Es geht um verlorene Seelen, die auf der Suche nach dem Glück wie Straßenhunde umherstreunen. Niu Jiao, der Besitzer eines Lkws, mit dem eine Buddha-Statue in einem Glasschrein umhergefahren wird, kümmert sich z. B. um den Knaben Xian, den er aufliest, als dieser ihn zu beklauen versucht. Die weiteren Charaktere sind eine unglückliche junge Mutter in ihrer Luxusehe und ein Bauernehepaar, dessen Tochter in die Stadt abgewandert ist.
Mit Elementen wie Kindstod und Alkoholismus, Diebstahl und Straßenunfälle, einem entlaufenen Rassehund und einem Holzbein, das erneuert werden muss, wird ein Taiwan im Umbruch porträtiert, zwischen der Großstadt Taipeh und den einsamen Straßen auf dem Land, zwischen der älteren Generation und der aufbruchswilligen Jugend, zwischen dem überkommenen Götterglauben und neueren Missionsversuchen fanatischer Christen.

## Kritik
Der Filmdienst attestierte dem Film „poetische Bilder“, mit denen er „das Leben in einer zwar von Buddhismus und Christentum geprägten, jedoch zunehmend materialistisch ausgerichteten Gesellschaft“ beleuchtet. Dank der „(Haupt-)Figur des ‚Göttermobil‘-Fahrers“ werde „die gesellschaftskritische Botschaft mit einem humorvoll-augenzwinkernden Duktus“ verbunden.
Laut dem Tagesspiegel ergebe sich aus den Elementen des Films eine „Reflexion über das Wesen des Glücks […] – immer wieder geerdet durch unerwartete Momente der Situationskomik“. Hierbei würden die verschiedenen Aspekte „elegisch und elegant“ zusammengebunden.

## Auszeichnungen
Neben der Berlinale, wo God Man Dog mit dem Leserpreis des Tagesspiegels ausgezeichnet wurde, lief der Film weltweit auf zahlreichen weiteren Festivals, unter anderem 2007 in Vancouver, 2008 in Chicago und 2009 in Locarno. Bei den Asian Film Awards 2008 wurde Hauptdarsteller Jack Kao als bester Darsteller nominiert, erhielt jedoch keine Auszeichnung. In Durban gewann der Film 2008 den Preis für das beste Drehbuch.